# ランドール・ベイリー
ランドール・ベイリー（Randall Bailey、1974年9月13日 - ）は、アメリカ合衆国の元プロボクサー。愛称はThe Knock-Out King。元IBF世界ウェルター級王者。元WBA世界スーパーライト級暫定王者。元WBO世界スーパーライト級王者。世界2階級制覇王者。
ボクシングシーン・ドットコムは「一発の破壊力が非常に強力なハードパンチャー」であり、ディベイラ・エンターテインメントのルー・ディベィラは「彼のパンチ力は並外れている」と言わしめた。

## 来歴
1999年5月15日、フロリダ州マイアミのジャイ・アライ・フロントでWBO世界スーパーライト級王者のカルロス・ゴンサレスと対戦し、スーパーライト級世界戦最速KOとなる初回41秒KO勝ちを収め王座を獲得した。尚ベイリーが記録した41秒は 2016年12月3日にエドゥアルド・トロヤノフスキーがジュリアス・インドンゴに初回40秒でKO負けをするまで最短記録となった。
2009年8月28日、フロリダ州ハリウッドのセミノール・ハードロック・ホテル・アンド・カジノ内にあるハード・ロック・ライブで、IBF世界スーパーライト級王者ファン・ウランゴと対戦したが11回TKO負け。
2012年6月9日、MGMグランド・ガーデン・アリーナにて、マニー・パッキャオ対ティモシー・ブラッドリーの前座でアンドレ・ベルトの王座返上に伴いマイク・ジョーンズとIBF世界ウェルター級王座決定戦を行い、11回2分52秒TKO勝ちを収め2階級制覇に成功した。
2012年10月20日、バークレイズ・センターで、ダニー・ガルシア対エリック・モラレスの前座で元WBC・IBF世界スーパーライト級統一王者のデボン・アレクサンダーと対戦し、12回0-3(110-116、111-115、109-117)の判定負けを喫し初防衛に失敗、王座から陥落した。この試合での自身のパンチ数はわずか45回で、『ギネス世界記録 2014』に「12ラウンドを最も少ないパンチ数で闘った王座決定戦」の記録として掲載された。
2015年6月20日、ジョージア州リバーデイルでガンドリック・キングとウェルター級契約10回戦を行い、2回2分6秒KO勝ちを収めた。
2015年10月4日、仁川の仙鶴体育館で藤中周作（金子）とWBOアジア太平洋ウェルター級王座決定戦を行い、7回2分5秒KO勝ちを収め王座獲得に成功した。
2016年4月27日、ブリスベンのブリスベン・コンベンション・アンド・エキシビジョンセンターでIBFインターコンチネンタルウェルター級王者ジェフ・ホーンとホーンが保有する王座とWBOインターコンチネンタルウェルター級王座決定戦も兼ねて対戦し、ベイリーの7回終了時棄権によるTKO負けを喫し王座獲得に失敗した。

## 獲得タイトル
- WBO世界スーパーライト級王座(防衛2)
- WBA世界スーパーライト級暫定王座 (防衛0)
- IBF世界ウェルター級王座(防衛0)
- IBA世界スーパーライト級王座
- WBCラテンスーパーライト級王座
- WBOアジア太平洋ウェルター級王座